# Cultura coixca
La cultura coixca se desarrolló en el actual Estado de Guerrero, y fue de las pocas tribus de la zona, como los cuitlatecas o los yopes, que no se sometió al imperio azteca.
Fue conquistada hacia 1553 por los españoles y exterminada casi totalmente; en fecha de 2004, sólo quedan algunas pequeñas congregaciones de esta tribu.